# 便服日
便服日，在2006年至2010年被稱為服飾日，是香港公益金一年一度的慈善籌款活動。捐款者於服飾日當日可選擇不穿著校服、制服或西裝，而改為穿著便服上學或上班。本來穿著便服上學或上班的捐款者，則被鼓勵穿著特色的服裝。

## 歷史
香港公益金於1993年開始舉辦便服日。2006年，主辦機構考慮到香港政府及多間大企業的員工已習慣穿著便服上班，所以將活動重新包裝為服飾日。2011年，服飾日恢復原名便服日。

## 內容
近年的便服日／服飾日都是在9月的最後一個工作天舉行。參加者只須向香港公益金捐款60港元或以上（學生不設最低捐款額），即可在活動當日穿著便服或特色服裝。而因工作需要不能穿上便服或特色服裝的人士，也可將服飾日標貼貼在制服上。
統計
2005年的便服日，吸引來自1400多間工商機構及政府部門的超過52萬人參加，並為公益金籌得2000萬港元，佔2005年2.25億港元籌款總額之9%。